# سحر هاشمی
سحر هاشمی مدیر و مؤسس کافی‌شاپ‌های زنجیره‌ایی ریپابلیک، سخنران، نویسنده و کارآفرین ایرانی بریتانیایی است. سحر هاشمی به عنوان یکی پولدارترین زنان ایران علاوه بر فعالیت‌های اقتصادی و مشاوره‌های بازرگانی، به فعالیت‌های اجتماعی و مدنی نیز می‌پردازد. او در حال حاضر عضو هیئت مدیره مؤسسه Scale Up است. او اخیراً ریاست گروه ویژه‌ای برای افزایش مقیاس[۱] دولت بریتانیا را بر عهده داشت که سیاست‌های دولت را در قبال شرکت‌های کوچک و متوسط در حال رشد شکل می‌داد. همچنین عضو هیئت مشورتی ECB HUNDRED Cricket Competition and Change Please Coffee، یک شرکت اجتماعی که افراد بی خانمان را برای اداره کافه‌ها آموزش و استخدام می‌کند.

## دوران کودکی و تحصیلات
سحر هاشمی در سال ۱۹۶۷ در یک خانواده ایران و در بریتانیا به دنیا آمد. دوران مدرسه را در مدرسه دخترانه لندن سپری کرد. سپس در رشته حقوق دانشگاه بریستول تحصیل کرد. پس از فارغ‌التحصیلی، هاشمی به عنوان وکیل در Frere Cholmeley Bischoff (یک شرکت ۲۰۰ ساله در Lincoln's Inn Fields) آموزش دید. در سال ۱۹۹۴ و پس از مرگ پدرش در سفری به نیویورک برای دیدار با برادرش در کافه‌ای بوی قهوه توجه‌اش را جلب می‌کند. متعجب می‌شود که چرا کافه‌های بریتانیا چنین بوی قهوه‌ای نمی‌دهند.

## تأسیس کافه ریپابلیک
با مراجعت به انگلیس شغل وکالت را رها می‌کند. سپس به مطالعه در مورد کارآفرینی و یافتن کم و کاستی‌های کافه‌های انگلیس پرداخت. او متوجه شد قهوه‌های مورد استفاده در انگلیس کیفیت مطلوبی ندارند و از سویی درگیر تمایل به قهوه از سوی مردم انگلستان بیشتر شده و این نوشیدنی دارد جایگزین چایی می‌شود. نتایج تحقیقاتش او را بر آن داشت تا ایده راه‌اندازی کافه را جدی‌تر بگیرد و برای تأسیس آن از برادرش نیز کمک گرفت. سپس به سراغ نهادها و موسسه‌های مختلف رفت تا بودجه لازم را جذب کند. در نهایت در سال ۱۹۹۵ به کمک وزارت صنعت و تجارت انگلستان اولین شعبه کافه ریپابلیک را در خیابان مولتون جنوبی تأسیس کرد. تا سال ۲۰۰۱ توانست ۱۲۹ شعبه دیگر را ایجاد کند.
از ویژگی‌های منحصر به فرد کافه ریپابلیک که باعث محبوبیت آن شده می‌توان به منوی گسترده از انواع نوشیدنی و غذا اشاره کرد. همچنین طراحی کافه، مدرن و جذاب است و صندلی میزهای آن به راحتی بین مشتریان شهرت دارد. علاوه بر اینها کافه ریپابلیک دارای فضای کارآمد برای کار با لپ‌تاپ و مطالعه و جلسات است.

## شیرینی بدون قند
سحر هاشمی پس از تأسیس کافه در سال ۲۰۰۵ اقدام به تولید شیرینی‌های بدون قند با شکلات کم چرب تحت عنوان اسکینی کندی نمود. دو سال بعد بیش از نیمی از سهام آن را به شرکت گلیستون فروخت و خود بر نگارش کتاب و ارائه مشاوره بازرگانی متمرکز شد.

## نگارش کتاب
در سال ۲۰۱۰ سحر هاشمی اولین کتاب خود با عنوان روشن شده را منتشر کرد. در این کتاب به ۸ عادتی اشاره می‌کند که می‌تواند یک کارمند را به سمت کارآفرینی ببرد. پس از آن او به عنوان سخنران در گردهمایی‌های اقتصادی نیز حضور پیدا کرد. کتاب «هرکسی می‌تواند انجامش دهد» را در سال ۲۰۱۱ منتشر کرد و بخشی از عواید این کتاب پرفروش را به کارهای خیریه اختصاص داد. دیگر کتاب هاشمی برای همیشه ایجادش کن است.

## فعالیت‌های اجتماعی
سحر هاشمی علاوه بر فعالیت‌های اقتصادی در کارهای اجتماعی نیز مشارکت دارد. او عضو هیئت مدیره ان اس پی سی سی است که از کودکان بی‌سرپرست انگلستان حمایت می‌کند. همچنین درroll-out of Change Please که یک نهاد اجتماعی با هدف آموزش و استخدام افراد بی‌خانمان جهت اداره coffee cartها بسیار فعال است. هاشمی همچنین پیشگام کمپین سال ۲۰۰۴ برای مهارت‌های کسب و کار که مشوق کارفرمایان برای توسعه مهارت‌های کارکنان بود و تاکنون با بیش از ۴۰۰ کمپانی همکاری داشته‌است.

## افتخارات
- پرفروش‌ترین نویسنده سال بریتانیا از ۲۰۱۳
- یکی از ۳۵ بانوی موفق در کسب و کار زیر ۳۵ سال بریتانیا طبق نظر و انتخاب مجلات داخلی بریتانیا
- یکی از ۲۰ زن قدرتمند بریتانیا طبق نظر و انتخاب مجلات داخلی بریتانیا
- رهبر جوان جهانی در سال ۲۰۰۵ به انتخاب DAVOS، فروم اقتصادی جهان
- مقام افتخاری OBE به انتخاب ملکه انگلستان، سال ۲۰۱۲ بخاطر خدماتی که به اقتصاد انگلستان ارزانی داشته و مشارکت در خیریه ها